# ريتشارد ويكفيلد
ريتشارد ويكفيلد (بالإنجليزية: Richard Wakefield)‏ هو اقتصادي وصحفي أمريكي، ولد في 1 يوليو 1952.